# Meridiochorista ruficeps
Meridiochorista ruficeps is een schorpioenvlieg uit de familie van de Choristidae. De wetenschappelijke naam van de soort is voor het eerst geldig gepubliceerd door Newman in 1850.
De soort komt voor in Australië.